# THE NEW GATE
《THE NEW GATE》是由風波凌創作的輕小說系列，在2013年連載於成為小說家吧，但在2016年時，因成為小說家吧的規定，而轉載於Alpha Polis。小說與漫畫單行本由Alpha Polis出版。
2023年11月9日宣布动画化，由橫濱動畫研究所和Cloud Hearts製作，於2024年4月開播。

## 故事簡介
本作講述由數萬人參與的網路死亡遊戲《THE NEW GATE》，在主人公桐谷進也的不懈努力下獲得解放。然而，正當他認為已經打敗最終頭目，並且可以離開時，卻突然被傳送至500年後的遊戲世界。

## 登場人物

### 主要人物
桐谷進也／進（聲：小野賢章）
職業：武士
種族：高等人族
Lv：255（初登場）
本作主人公，一個身材瘦高但有着緊緻挺拔的體格，留着黑色短髮，有着一雙黑瞳。20歲，六天之一，同時也是月之祠的創始人兼店長。「THE NEW GATE」的老玩家，也是線上遊戲絕對霸者的青年。通關死亡遊戲打倒最終BOSS後本應回到現實，卻在打開最後的大門時，被傳送到500年後的遊戲世界裡。為了尋找回到現實世界的方法，展開新的冒險。除了擁有高超的戰鬥技術與遊戲知識外，也精通了鍛造師之道。有刁鑽的一面，且會因為太過講究而過度花費素材與時間。
舒尼·萊澤（聲：瀨戶麻沙美）
職業：忍者
種族：高等精靈
Lv：255（初登場）
桐谷進也製作的NPC支援角色，頭髮及腰的銀髮，如同透明的藍色眼瞳，身姿出眾的美人，月之祠代理店長，也是進的一號支援輔助角色。這500年間都一直在守護著月之祠，等候著主人（進）的歸來。她的戰鬥技巧與進不相上下，由於一直跟著進在一起升級，而導致強到基本無人能敵，在角色創建過程中塑造的美麗設定，使得她經常成為人們關注的焦點。作為一個女人和擁有一股不可忽視的力量，受到了很多人的追捧，喜歡進。
蒂爾娜·盧森特（聲：本渡楓）
種族：精靈
舒尼的徒弟，有着亮麗的外表，月之祠的員工。百年前因身負詛咒，而被族人流放，幸得師父舒尼收留，百年後來在進的技能「淨化」解除詛咒後，原先因強大詛咒而變黑的頭髮，有一部分得以恢復原來的顏色。被舒尼鍛鍊過，有著很不錯的本領，並夢想成為魔導士，同時非常喜歡研究魔法道具。經常對進那偏離常識的戰鬥能力，以及擁有許多在太古失傳的道具與技能感到驚訝。
柚葉（聲：岡咲美保）
種族：九尾狐
Lv：211（初登場）
居住於北邊神社的九尾狐幼體。精靈狐在過去遊戲時代時，也是最高級的怪物。在還很弱時被進救助的怪物，蘊藏著不可估量的力量。
幻狼（聲：星祐樹）
種族：古爾法吉奧·亞德
Lv：751（初登場）
原為統治貝倫附近靈峰的神獸級怪物，因進等人需要拉馬車的怪物，而被舒尼馴服，後再柚葉的翻譯下得知，一百多年前幼時，曾被蒂爾娜救助過，所以轉而與蒂爾娜締結契約。

### 教會、孤兒院
威爾海姆·艾維斯（聲：比留間俊哉）
職業／種族：槍術士／人族
Lv：188（初登場）
A級冒險者，萊西亞的青梅竹馬。持有“吸血”技能的傳說級魔槍‘毒液’，人稱“吸血鬼”。語氣粗魯，對敵人毫不留情，卻有很強的責任感及正義感。因此性格容易被他人誤解。
米莉（聲：涼本秋穗）
教會所屬孤兒院的獸人孩童，無憂無慮的個性總是愛好玩耍。雖然擅長從教堂逃出去，但每次都會被威爾海姆給捉住。因持有“星詠”的稱號，而能夠預知未來，也使得她經常成為試圖獲得這種能力的人的目標。
萊西亞·盧瑟爾（聲：石原夏織）
職業／種族：修女／人族
Lv：10（初登場）→40（狩獵亡靈平原外圍）→81（狩獵亡靈平原深處）→150（習得淨化技能）
威爾海姆的青梅竹馬，教會修女兼繼承人，教會神父的孫女。有著翅膀一樣的耳朵。為了從祖父那裡順利繼承教會，而委託進教授自己技能‘淨化’，以此才有資格成為神官保住孤兒院。雖然個性有些膽怯，但也是個努力且善良的人。

### 貝爾利希特王國
莉昂·修特萊爾·貝爾利希特（聲：Lynn）
職業：公主
種族：人族
Lv：230（初登場）
貝爾利希特王國第二王女。王國中最強的戰士，可以自由地揮舞巨劍。對戰鬥能力非凡的進有興趣。

### 冒險者相關
巴爾克斯·海姆（聲：高塚正也）
職業／種族：拳鬥士／人族
Lv：228（初登場）
冒險者公會會長。與舒尼、蒂爾娜師徒相識，並持有"月之祠介紹信"的實力者。在得知進與自己一樣持有"月之祠介紹信"後，親自對其進行實力測試，以確保進有能力保住"月之祠介紹信"。
塞麗卡（聲：高橋未奈美）
冒險者公會一樓櫃檯接待員，希麗卡的雙胞胎姊姊。
希麗卡（聲：高橋未奈美）
冒險者公會二樓櫃檯接待員，塞麗卡的雙胞胎妹妹。
艾爾斯（聲：高橋雛子）
冒險者兼任冒險者公會職員，女性精靈，蒂爾娜的同鄉，塞麗卡等人的同事。過去50年間，也一直在尋找幫助蒂爾娜解除詛咒的辦法。在得知進獨自一人解決LV359的骷髏騎士後，判定進獨自一人，就至少擁有A級隊伍以上的戰力。

### 法爾尼德獸連合
吉拉特·艾斯特雷亞（聲：三上哲）
種族：高等獸人
法爾尼德獸連合的初代獸王，同時也是桐谷進也製作的NPC支援角色。正常來說即便身為高等獸人，壽命最長也就150年，但為了完成挑戰進的夙願，而活了500年，直到進回歸後，才在死前完成挑戰進的夙願。
沃爾夫岡·艾斯特雷亞（聲：鈴木達央）
吉拉特·艾斯特雷亞的後裔，法爾尼德獸連合的現任八代獸王，庫歐蕾的父親。
庫歐蕾·艾斯特雷亞（聲：花澤香菜）
吉拉特·艾斯特雷亞的後裔，法爾尼德獸連合下任獸王繼承人，沃爾夫岡的女兒。

### 龍皇國基爾蒙特
施瓦伊德·艾特拉克（聲：高塚正也）
種族：高等龍人
龍皇國基爾蒙特的初代龍王，同時也是桐谷進也製作的NPC支援角色，不過現今已經與龍皇國的皇室斷絕往來。時隔500年才在吉拉特的葬禮上與進也重逢。

## 世界觀與設定
榮華的落日
500年前發生的大事件，該事件導致大量人類消失，實際上消失的人類，正是當時通關死亡遊戲，而進行登出的玩家。
冒險者
冒險者級別從上至下分為，SS、S、A、B、C、D、E、F、G，共九個級別。冒險者能承接的委託難度，最多只能高於自身級別兩級。
怪物
依照等級從上至下分為，國王級（Lv351～450）、王后級（Lv251～350）、騎士級（Lv151～250）、普通怪級（Lv149以下）。國王級、王后級、騎士級通常都統治著多數的普通怪，而對抗騎士級怪物，最少需要B級實力的冒險者，國王級則須最少A級實力。
物品
依照稀有度從上至下分為，古代級、神話級、傳說級等等。
貨幣
捷魯幣，過去在遊戲中只是最小單位的貨幣，現今是能增幅魔法的道具，最少都值上百億玖魯。

### 國家
貝爾里希特王國
建立於511年前的人類國家，正值榮華的落日事件發生前不久。
法爾尼德獸連合
由獸人英雄“吉拉特·艾斯特雷亞”所建立，為各大獸人部族組成的聯盟。

### 種族
精靈
壽命僅次於皮克西的長壽種族。除了魔法以外，察覺危險的能力也很好。居住於森林，與森林共生。年輕世代經常到聚落外頭闖蕩。該族建立了名為「庭園」的聚落，族長則稱為「森王」。
龍人
力量強大，生命力旺盛且身材高大。可以化身為人類的樣貌。該族建立了皇國，國王則稱為「龍王」。
獸人
數量僅次於人類。生性靈敏，特徵因部族而異。該族集結部族建立了聯盟，首長則稱為「獸王」。
矮人
手藝精湛，擅長製作武器與道具。分散在各國形成團體，有共享技術的傾向。最頂尖的工匠稱為「巖窟王」。
皮克西
最長壽的種族，擅長使用魔法。該族建構出名為“妖精鄉”的獨特世界，並區分為生活於其中的族人，以及有和下界交流的族人。王者則稱為「妖精王」。
爵族
能力均衡發展，整體來說數值有較高的傾向。建立帝國的王者稱為「魔王」。
人類
數量最多，國家也很多。該族在各自的地區建立王國，王者稱為「國王」。

## 出版書籍

### 輕小說
| 卷數 | Alpha Polis    | Alpha Polis            |
| 卷數 | 發行日期       | ISBN                   |
| ---- | -------------- | ---------------------- |
| 1    | 2013年12月27日 | ISBN 978-4-434-18727-8 |
| 2    | 2014年06月04日 | ISBN 978-4-434-19312-5 |
| 3    | 2014年11月01日 | ISBN 978-4-434-19892-2 |
| 4    | 2015年04月04日 | ISBN 978-4-434-20428-9 |
| 5    | 2015年09月05日 | ISBN 978-4-434-21006-8 |
| 6    | 2016年02月02日 | ISBN 978-4-434-21578-0 |
| 7    | 2016年07月09日 | ISBN 978-4-434-22120-0 |
| 8    | 2016年12月05日 | ISBN 978-4-434-22698-4 |
| 9    | 2017年04月05日 | ISBN 978-4-434-23123-0 |
| 10   | 2017年09月01日 | ISBN 978-4-434-23683-9 |
| 11   | 2018年02月03日 | ISBN 978-4-434-24217-5 |
| 12   | 2018年07月02日 | ISBN 978-4-434-24812-2 |
| 13   | 2018年12月03日 | ISBN 978-4-434-25394-2 |
| 14   | 2019年04月03日 | ISBN 978-4-434-25801-5 |
| 15   | 2019年10月01日 | ISBN 978-4-434-26517-4 |
| 16   | 2020年03月04日 | ISBN 978-4-434-27160-1 |
| 17   | 2020年09月04日 | ISBN 978-4-434-27777-1 |
| 18   | 2021年03月06日 | ISBN 978-4-434-28551-6 |
| 19   | 2021年09月05日 | ISBN 978-4-434-29266-8 |
| 20   | 2022年02月28日 | ISBN 978-4-434-29990-2 |
| 21   | 2022年09月30日 | ISBN 978-4-434-30874-1 |
| 22   | 2023年11月30日 | ISBN 978-4-434-32940-1 |
| 23   | 2024年6月30日  | ISBN 978-4-434-34063-5 |

### 漫畫
| 卷數 | Alpha Polis    | Alpha Polis            | 長鴻出版社    | 長鴻出版社             |
| 卷數 | 發行日期       | ISBN                   | 發售日期      | ISBN                   |
| ---- | -------------- | ---------------------- | ------------- | ---------------------- |
| 1    | 2015年08月31日 | ISBN 978-4-434-20843-0 | 2024年5月8日  | ISBN 978-6-260-08761-6 |
| 2    | 2016年03月31日 | ISBN 978-4-434-21654-1 | 2024年5月8日  | ISBN 978-6-260-08762-3 |
| 3    | 2016年11月30日 | ISBN 978-4-434-22530-7 | 2024年8月21日 | ISBN 978-6-260-09182-8 |
| 4    | 2017年06月30日 | ISBN 978-4-434-23288-6 | 2024年8月21日 | ISBN 978-6-260-09183-5 |
| 5    | 2018年02月28日 | ISBN 978-4-434-24180-2 |               |                        |
| 6    | 2019年01月31日 | ISBN 978-4-434-25436-9 |               |                        |
| 7    | 2019年05月31日 | ISBN 978-4-434-25890-9 |               |                        |
| 8    | 2020年01月31日 | ISBN 978-4-434-26872-4 |               |                        |
| 9    | 2020年07月31日 | ISBN 978-4-434-27627-9 |               |                        |
| 10   | 2021年02月28日 | ISBN 978-4-434-28560-8 |               |                        |
| 11   | 2021年10月31日 | ISBN 978-4-434-29506-5 |               |                        |
| 12   | 2022年06月30日 | ISBN 978-4-434-30459-0 |               |                        |
| 13   | 2023年02月28日 | ISBN 978-4-434-31656-2 |               |                        |
| 14   | 2024年3月31日  | ISBN 978-4-434-33613-3 |               |                        |
| 15   | 2024年5月31日  | ISBN 978-4-434-33909-7 |               |                        |
| 16   | 2025年1月31日  | ISBN 978-4-434-35155-6 |               |                        |

## 電視动画

### 主題曲
片頭曲
主唱：Sou，作詞、作曲、編曲：Neru
第1話用作片尾曲，第11、12話未使用
片尾曲
主唱：岡咲美保，作詞、作曲：鈴木航海，編曲：遠藤直彌
第1話未使用

### 各話列表
| 話數 | 日文標題 | 中文標題           | 劇本     | 分鏡     | 演出     | 作畫監督 | 总作画监督 | 首播日期       |
| ---- | -------- | ------------------ | -------- | -------- | -------- | --- | ---------- | -------------- |
| 1    |          | 第三個現實         | 内田裕基 | 中津環   | 加藤顯   | 青木真理子、青柳重美 范冬冬、孙继伟、魏旭龙                                                                                        | 嵩本树     | 2024年 4月13日 |
| 2    |          | 小小的搭檔         | 内田裕基 | 小坂春女 | 大上裕真 | Kwon Oh sik、Won Eun sook、Lim Keun soo Joung Eun joung、Jang Hee kyu                                                              | 嵩本树     | 4月20日        |
| 3    |          | 奇特的委託         | 内田裕基 | 磯和     | 金元會   | Youn Hi young、Jang Hee kyu、Um Ju hyeong Won Eun sook、Kim Hye jeon、Kwon Oh sik FanDongdong、Wei Xu Long、SunJiwei               | 嵩本树     | 4月27日        |
| 4    |          | 跨越長夜           | 长濑贵弘 | 井端义秀 | 大上裕真 | Won Chang hee、Lim Keun soo Jang Hee kyu、Kwon Oh sik Won Eun sook、Youn Hi young、Um Ju hyeong FanDongdong、Wei Xu Long、SunJiwei | 嵩本树     | 5月4日         |
| 5    |          | 暫時休息           | 长濑贵弘 | 頂真司   | 山本隆太 | Kim Jong Bum、Lee Kyung Soon Min Hyun Suk、Lee Young Mi                                                                            | 嵩本树     | 5月11日        |
| 6    |          | 護衛任務           | 大西雄二 | 內藤明吾 | 大上裕真 | Won Eun sook、Kwon Oh sik、Youn Hi young FanDongdong、Wei Xu Long、SunJiwei                                                        | 嵩本树     | 5月18日        |
| 7    |          | 貝倫               | 大西雄二 | 內藤明吾 | 大上裕真 | Won Eun sook、Youn Hi young Kwon Oh sik、Jang Hee kyu FanDongdong、Wei Xu Long、SunJiwei                                           | 嵩本树     | 5月25日        |
| 8    |          | 受託之物，託付之物 | 大西雄二 | 井端義秀 | 加藤顯   | Revival、 | 嵩本树     | 6月1日         |
| 9    |          | 貝爾利希特的公主   | 长濑贵弘 | 藤原良二 | 大上裕真 | Revival、Studio Bus | 嵩本树     | 6月8日         |
| 10   |          | 瘴魔               | 长濑贵弘 | 大原實   | 大上裕真 | Won Eun sook、Kwon Oh sik、Jang Hee Kyu FanDongdong、Wei Xu Long、SunJiwei                                                         | 嵩本树     | 6月15日        |
| 11   |          | 封閉的聖地         | 大西雄二 | 殿勝秀樹 | 大上裕真 | Won Eun sook、Kwon Oh sik、Jang Hee Kyu FanDongdong、Wei Xu Long、SunJiwei、studiohb                                               | 嵩本树     | 6月22日        |
| 12   |          | 大氾濫             | 大西雄二 | 柴田勝紀 | 上野謙矢 | Revival、HSM、STUDIO MASSKET FanDongdong、Wei Xu Long、SunJiwei                                                                    | 嵩本树     | 6月29日        |

### BD＆DVD
| 卷數 | 發行日期      | 收錄話數 | 規格編號  | 規格編號  |
| 卷數 | 發行日期      | 收錄話數 | BD        | DVD       |
| ---- | ------------- | -------- | --------- | --------- |
| BOX  | 2024年8月30日 |          | KWXA-3111 | KWBA-3112 |

## 衍生作品
- 2016年Alpha Polis開始營運iOS和安卓平台的同名電子遊戲。[48]

## 外部連結
- Alpha Polis 小说 （页面存档备份，存于）
- Alpha Polis 漫画 （页面存档备份，存于）
- 官方网站
- 《THE NEW GATE》公式TV動畫官網 （页面存档备份，存于）（日語）
- 《THE NEW GATE》『THE NEW GATE』TV動畫日本官方(@thenewgateanime) / X的X（前Twitter）（日語）